# Michel Frédérick
Michel Frédérick (all'anagrafe Frédéric Michel) (Zurigo, 6 novembre 1872 – Nizza, 22 giugno 1912) è stato un ciclista su strada svizzero.
Professionista dal 1896 al 1904, vinse una tappa al Tour de France.

## Carriera
Corse per l'Acatène-Dunlop nel 1901, per la Peugeot nel 1904 e come individuale nei restanti anni di carriera. Vinse la prima tappa, con arrivo a Lione, al Tour de France 1904, fu secondo alla Bordeaux-Parigi nel 1902 e terzo alla Parigi-Roubaix nel 1897. Fu il primo corridore non francese al primo posto della classifica generale del Tour France.

## Palmarès
- 1904 (Peugeot, una vittoria)

1ª tappa Tour de France (Montgeron > Lione)

## Piazzamenti

### Grandi Giri
- Tour de France

1904: ritirato (3ª tappa)

### Classiche monumento
- Parigi-Roubaix

1897: 3º